# Parkman (Maine)
Parkman è un comune degli Stati Uniti d'America, situato nello stato del Maine, nella contea di Piscataquis.